# Bristol F.2 Fighter
O Bristol F.2 Fighter foi um avião britânico de dois lugares de caça e de reconhecimento da Primeira Guerra Mundial, desenvolvido por Frank Barnwell. Ele é muitas vezes chamado simplesmente de Bristol Fighter, outros nomes populares incluem o "Brisfit" ou "Biff". 

## Visão geral
Embora o Bristol Fighter tenha sido concebido inicialmente como um substituto para o B. E. 2c, os recém-disponíveis motores Rolls-Royce Falcon motor V12 deu ao avião um desempenho superior.
Apesar de um desastroso início de carreira, a versão definitiva F.2B provou ser uma aeronave ágil que foi capaz de fazer frente contra aviões inimigos de um único assento; o seu design robusto garantiu que permanecesse no serviço militar até a década de 1930. Muitas aeronaves excedentes foram registradas para uso civil, e versões 100% civis tornaram-se bastante populares.

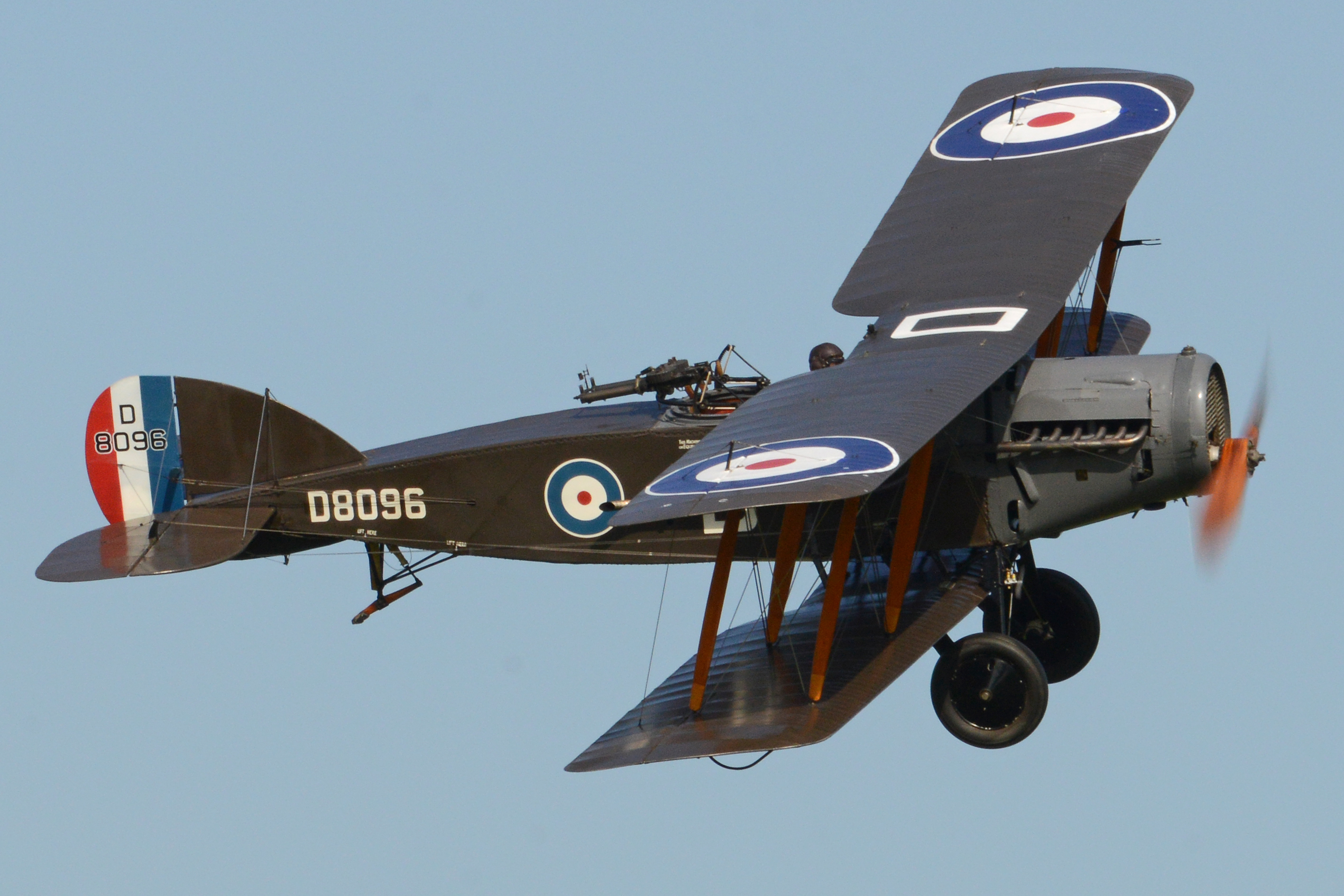
Um Bristol Fighter de 1918 voando em um show aéreo em 2016.